# Davis-Kahan定理
Davis-Kahan定理（Davis-Kahan theorem）是随机矩阵分析中的一个重要的基础性定理。它的基本内容是，如果两个矩阵在某种合适的模之下相近，且有足够的特征裂隙，那么它们相应的特征向量子空间也相似。

## 定理内容

### 两个线性空间的夹角
考虑两个单位列正交矩阵 {\displaystyle V,{\hat {V}}\in \mathbb {R} ^{n\times d}} （“单位列正交”意为：其满足 {\displaystyle V^{T}V={\hat {V}}^{T}{\hat {V}}=I_{d}}） 之列向量分别张成的线性子空间，那么这两个子空间的张角，是由一个矩阵所表示的（显然这是如下熟知的特殊情形之概念上的拓展： {\displaystyle d=1} 时，通常用一个数值表示两个向量之间的张角），式子如下：
{\displaystyle \Theta (V,{\hat {V}})=\mathrm {Diagonal} (\arccos \langle V_{\cdot 1},{\hat {V}}_{\cdot 1}\rangle ,\ldots ,\arccos \langle V_{\cdot d},{\hat {V}}_{\cdot d}\rangle )}
上式中，“{\displaystyle \Theta }”是一个数学运算，表示线性空间之间的张角。

### 定理的经典版本
有了线性空间之间张角的定义，便可以开始陈述定理内容。设 {\displaystyle \Sigma ,{\hat {\Sigma }}\in \mathbb {R} ^{p\times p}}是两个对称的随机矩阵，其特征值记为 {\displaystyle \lambda _{1}\geq \cdots \geq \lambda _{p}} 和 {\displaystyle {\hat {\lambda }}_{1}\geq \cdots \geq {\hat {\lambda }}_{p}}。对任何 {\displaystyle (r,s):1\leq r\leq s\leq p} ，考虑第 {\displaystyle \{\lambda _{r},\ldots ,\lambda _{s}\}} 这总共 {\displaystyle s-r+1} 个特征值之对应的特征向量所张成的线性子空间，将它记为 {\displaystyle V}，类似地定义 {\displaystyle {\hat {V}}}。
下面定义定理中最重要的量，即特征裂隙 {\displaystyle \delta }：
{\displaystyle \delta =\inf \left\{|{\hat {\lambda }}-\lambda |:\lambda \in [\lambda _{s},\lambda _{r}],{\hat {\lambda }}\in (-\infty ,{\hat {\lambda }}_{s+1}]\cup [{\hat {\lambda }}_{r-1},\infty )\right\}}
定理的结论是，如果 {\displaystyle \delta >0} ，那么有如下不等式：
{\displaystyle \|\sin \Theta ({\hat {V}},V)\|_{F}\leq {\frac {\|{\hat {\Sigma }}-\Sigma \|_{F}}{\delta }}}
其中 {\displaystyle \|\cdot \|_{F}} 表示Frobenius范数，即将矩阵的所有元素平方求和后，再开根号。

### 定理的Yu-Wang-Samworth变体版本
Davis-Kahan定理的经典版本有一些可改进之处，主要在于正特征裂隙假设，是一个同时牵涉两个矩阵的特征值 {\displaystyle \lambda } 和 {\displaystyle {\hat {\lambda }}} 的条件，这对其应用的方便性造成负面影响。余怡、王腾耀和Richard Samworth于2014年发现如下变体，其最大特色是其只需其中一个矩阵满足正特征裂隙条件。
沿用上面经典版本定理的记号，另记 {\displaystyle d=s-r+1} ，并用如下的特征裂隙条件代替原定理中的 {\displaystyle \delta >0}：
{\displaystyle \min(\lambda _{r-1}-\lambda _{r},\lambda _{s}-\lambda _{s+1})>0}
Yu-Wang-Samworth定理的结论，按经典版的 {\displaystyle \sin \Theta } 语言，陈述如下：
{\displaystyle \|\sin \Theta ({\hat {V}},V)\|_{F}\leq {\frac {2\min \left(d^{1/2}\|{\hat {\Sigma }}-\Sigma \|,\|{\hat {\Sigma }}-\Sigma \|_{F}\right)}{\min(\lambda _{r-1}-\lambda _{r},\lambda _{s}-\lambda _{s+1})}}}
其中，{\displaystyle \|\cdot \|} 表示矩阵的谱范数，即其最大奇异值。
进一步，按矩阵论语言，有如下更显式的结论：存在一个正交矩阵 {\displaystyle {\hat {O}}\in \mathbb {R} ^{d\times d}} （“正交”是指其满足 {\displaystyle O^{T}O=I_{d}}），使得：
{\displaystyle \|{\hat {V}}{\hat {O}}-V\|_{F}\leq {\frac {2^{3/2}\min \left(d^{1/2}\|{\hat {\Sigma }}-\Sigma \|,\|{\hat {\Sigma }}-\Sigma \|_{F}\right)}{\min(\lambda _{r-1}-\lambda _{r},\lambda _{s}-\lambda _{s+1})}}}

## 注意事项
虽然Davis-Kahan定理大多数的应用是套用到随机矩阵上，但要注意定理本身并不局限于随机矩阵，无论定理内容中出现的矩阵是常数矩阵还是随机矩阵（抑或是一个确定一个随机），只要假设条件满足，定理的结论都成立（而非仅以大概率成立或渐近成立）。

## 应用
Davis-Kahan定理拥有广泛的应用，是谱聚类方法的理论基础，在统计学习和统计网络分析的很多涉及聚类问题的研究中，占据重要地位。